# Nos vemos en los bares
Nos vemos en los bares  es el primer disco en directo de la banda española de rock Celtas Cortos.
Fue publicado en 1997 por la discográfica DRO. Fue el primer álbum en directo de la banda y fue grabado en la nave Paquexpress de la Estación del Norte de Valladolid los días 6 y 7 de febrero de 1997.
En el concierto se repasa la trayectoria de la banda durante sus 10 primeros años de vida, con la colaboración de varias bandas y artistas invitados tales como Ke No Falte, Rosendo, Ixo Rai, Javier Ruibal o Le bagad de Kimperle entre otros.
El concierto fue publicado en formato CD, doble CD y en vídeo (formato VHS y más adelante en DVD). La versión en DVD incluye además del concierto completo, 12 videoclips y entrevistas con algunos de los miembros del grupo.

## Lista de canciones del lanzamiento versión CD
1. No Nos Podrán Parar (04:44)
Letra y música: Jesús Hernández Cifuentes.
2. Pelotazo - Polkas (03:51) con Le Bagad de Kimperlé
Música: Tradicional. Adaptación: Nacho Martín, Celtas Cortos.
3. Veinte de Abril (03:59)
Letra: Jesús Hernández Cifuentes. Música: Nacho Martín, Jesús Hernández Cifuentes.
4. Blues del Rosario (05:20)
Letra: Jesús Hernández Cifuentes. Música: Nacho Martín.
5. Haz Turismo (03:55)
Letra y música: Jesús Hernández Cifuentes.
6. Trágame Tierra (04:41) con Taba de Ke No Falte
Letra: Jesús Hernández Cifuentes. Música: Nacho Martín, Jesús Hernández Cifuentes.
7. Romance de Rosabella y Domingo (04:18)	con Javier Ruibal
Letra: Jesús Hernández Cifuentes. Música: César Cuenca, Jesús Hernández Cifuentes.
8. ¿Qué voy a hacer yo? (04:33)
Letra: Jesús Hernández Cifuentes. Música: Nacho Martín, Jesús Hernández Cifuentes.
9. Gente Impresentable (04:53)
Letra y música: Jesús Hernández Cifuentes.
10. Skaparate Nacional (03:05)
Letra: Goyo Yeves. Música: Alberto García.
11. El Túnel de las Delicias (05:10) con Le Bagad de Kimperlé y Javier Ruibal
Música: Tradicional / Celtas Cortos.
12. El Emigrante (05:43)
Letra y música: Jesús Hernández Cifuentes.
13. Hacha de Guerra (03:22)
Música: Nacho Martín.
14. La senda del tiempo (04:55)
Letra: Jesús Hernández Cifuentes. Música: César Cuenca.
15. Tranquilo Majete (04:44) con Rosendo
Letra y música: Jesús Hernández Cifuentes.
16. Ya Está Bien (03:23) con Jota de Ixo Rai
Letra: Jesús Hernández Cifuentes. Música: César Cuenca, Jesús Hernández Cifuentes.
17. Cuéntame un cuento  (05:05)
Letra: Jesús Hernández Cifuentes. Música: Carlos Soto, Jesús Hernández Cifuentes, César Cuenca.

## Lista de canciones del lanzamiento versión 2CD

### Volumen 1
1. No Nos Podrán Parar (04:44)
Letra y música: Jesús Hernández Cifuentes.
2. Si No me Veo No me Creo (04:44)
Letra: Jesús Hernández Cifuentes. Música: Nacho Martín, Jesús Hernández Cifuentes.
3. Legión De Mudos (04:18)
Letra y música: Jesús Hernández Cifuentes.
4. Pelotazo - Polkas (03:51) con Le Bagad de Kimperlé
Música: Tradicional. Adaptación: Nacho Martín, Celtas Cortos.
5. Veinte de Abril (03:59)
Letra: Jesús Hernández Cifuentes. Música: Nacho Martín, Jesús Hernández Cifuentes.
6. Blues del Rosario (05:20)
Letra: Jesús Hernández Cifuentes. Música: Nacho Martín.
7. Haz Turismo (03:55)
Letra y música: Jesús Hernández Cifuentes.
8. Trágame Tierra (04:41) con Taba de Ke No Falte
Letra: Jesús Hernández Cifuentes. Música: Nacho Martín, Jesús Hernández Cifuentes.
9. Romance de Rosabella y Domingo (04:18)	con Javier Ruibal
Letra: Jesús Hernández Cifuentes. Música: César Cuenca, Jesús Hernández Cifuentes.
10. ¿Qué voy a hacer yo? (04:33)
Letra: Jesús Hernández Cifuentes. Música: Nacho Martín, Jesús Hernández Cifuentes.
11. Que Dirá la Gente (04:50)
Letra y música: Jesús Hernández Cifuentes.
12. Lluvia en Soledad (05:40)
Letra y música: Jesús Hernández Cifuentes / Tradicional.

### Volumen 2
1. Gente Impresentable (04:53)
Letra y música: Jesús Hernández Cifuentes.
2. Skaparate Nacional (03:05)
Letra: Goyo Yeves. Música: Alberto García.
3. El Túnel de las Delicias (05:10) con Le Bagad de Kimperlé y Javier Ruibal
Música: Tradicional / Celtas Cortos.
4. El Emigrante (05:43)
Letra y música: Jesús Hernández Cifuentes.
5. Ladrón de Melodías (05:48)
Música: Carlos Soto, Óscar García, Nacho Castro.
6. Correcaminos (03:35)
Música: Tradicional / Celtas Cortos.
7. Siempre Igual (04:00)
Letra: Carlos Soto. Música: Carlos Soto, Celtas Cortos.
8. Hacha de Guerra (03:22)
Música: Nacho Martín.
9. La senda del tiempo (04:55)
Letra: Jesús Hernández Cifuentes. Música: César Cuenca.
10. Tranquilo Majete (04:44) con Rosendo
Letra y música: Jesús Hernández Cifuentes.
11. Ya Está Bien (03:23) con Jota de Ixo Rai
Letra: Jesús Hernández Cifuentes. Música: César Cuenca, Jesús Hernández Cifuentes.
12. Le Strade (05:16) con Nomadi
Letra: Petrucci. Adaptación J. Abadía. Música: Carletti, Veroli, Petrucci. Adaptación Celtas Cortos.
13. Cuéntame un cuento  (05:05)
Letra: Jesús Hernández Cifuentes. Música: Carlos Soto, Jesús Hernández Cifuentes, César Cuenca.

## Lista de canciones del lanzamiento versión DVD
1. No Nos Podrán Parar (Directo)
2. Pelotazo - Polkas (Directo)
3. Veinte de Abril (Directo)
4. Blues Del Rosario (Directo)
5. Haz Turismo (Directo)
6. Tragame Tierra (Directo)
7. Romance de Rosabella y Domingo (Directo)
8. Gente Impresentable (Directo)
9. El Emigrante (Directo)
10. La Senda Del Tiempo (Directo)
11. Tranquilo Majete (Directo)
12. Ya Está Bien (Directo)
13. Le Strade (Directo)
14. Cuéntame un cuento  (Directo)
15. Cuéntame un cuento  (Videoclip)
16. El Ritmo Del Mar (Videoclip)
17. Veinte de Abril (Videoclip)
18. Tranquilo Majete (Videoclip)
19. Madera De Colleja (Videoclip)
20. Romance De Rosabella Y Domingo (Videoclip)
21. No Nos Podrán Parar (Videoclip)
22. El Emigrante (Videoclip)
23. Haz Turismo (Videoclip)
24. Gente Distinta (Videoclip)
25. A Saber (Videoclip)
26. Pajarico (Videoclip)

## Ficha técnica[5]
- Grabado en directo en Valladolid el 6 y 7 de febrero de 1997 en la nave Paquexpress (Estación del Norte).
- Grabado por Marc Nehuaus, desde la unidad móvil “El Camión”.
- Producción: Celtas Cortos.
- Mezclado en Red Led (Madrid) por Guillermo Quero y Celtas Cortos, durante marzo y abril de 1997.
- Equipos de sonido: Swing Electroshow.
- Equipos de luces: Alacrán.
- Fotos: Javier Salas y Santiago Esteban.
- Fotoportada: Javier Salas en El Tío Molonio
- Diseño álbum: Manolo Gil.
- Mánager: Eduardo Pérez.

Músicos
- Jesús Hernández Cifuentes: Voz y guitarra.
- Nacho Castro: Batería.
- Óscar García: Bajo.
- Carlos Soto: Flauta travesera, flautín, flauta alto, mandolina, charango, whistle y coros.
- Goyo Yeves: Saxo alto, saxo soprano, whistles y coros.
- Alberto García: Violín y trombón.
- Cuco Pérez: Acordeón y teclados.
- José Sendino: Guitarra eléctrica y acústica.

Músicos invitados
- Diego Cebrián: Trompeta.
- Álvaro Arribas: Saxo tenor.
- Rafael Martín: Percusiones.

Colaboraciones
- Taba (Ke no falte): Voz (Trágame tierra).
- Rosendo: Voz y guitarra (Tranquilo majete).
- Jota (Ixo rai): Voz (Ya está bien).
- Javier Ruibal: Voz (Romance de Rosabella y Domingo, Túnel de las delicias).
- Le Bagad de Kimperlé: Gaitas (El pelotazo, Túnel de las delicias).
- Nomadi: Voz, teclados (Le Strade).